# Doença de Farber
Doença de Farber ou Lipogranulomatose de Farber ou Deficiência de ceramidase é um distúrbio do metabolismo raro caracterizado por uma deficiência da enzima ceramidase, um esfingolipídio. A falta dessa enzima provoca um acúmulo de ceramida, um lipídeo, causando problemas nas articulações, no fígado, na garganta e no sistema nervoso central.

## Causa
Normalmente, a ceramidase decompõe lipídeos em células do corpo. Na doença de Farber, o ASAH1, gene responsável por tornar esta enzima está mudo. O acúmulo de ceramida nas articulações, fígado, baço, laringe e linfonodos causam inchaço e prejuízo na função do órgão.

## Sinais e sintomas
Os sintomas aparecem nas primeiras semanas de vida e a tríade clássica é:
- Linfonodos subcutâneos inchados;
- Artrite;
- Rouquidão.

Outros possíveis sintomas incluem vômito, fígado e baço inchados (hepatoesplenomegalia) e dificuldade para respirar.

## Tratamento
Atualmente não há cura para a doença de Farber. Corticosteroides podem ajudar a aliviar a dor nas articulações e os nódulos podem ser tratados podem ser reduzidos ou removidos cirurgicamente. A maioria das vítimas não sobrevivem mais do que dois anos, porém existem relatos de pacientes com níveis mais moderados da doença que sobreviveram até a adolescência.